# Jaan Undusk

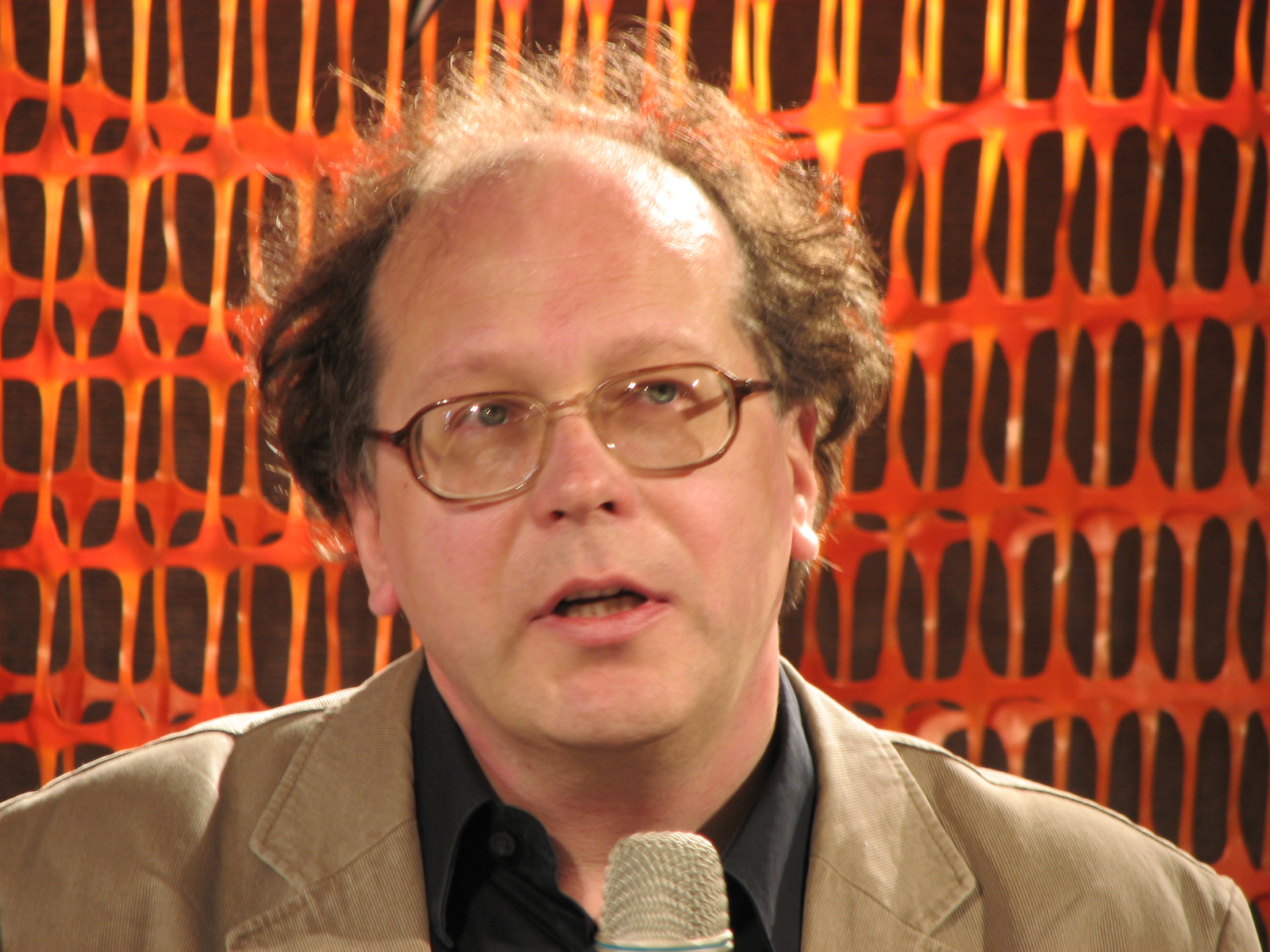
Jaan Undusk 2011

Jaan Undusk (* 14. November 1958 in Otepää) ist ein estnischer Schriftsteller, Literaturwissenschaftler und Übersetzer.

## Leben
Jaan Undusk ging in Tallinn zur Schule und studierte von 1977 bis 1982 an der Universität Tartu estnische Philologie. Von 1983 bis 1986 war er Doktorand am Tallinner Institut für Sprache und Literatur der Estnischen Akademie der Wissenschaften und wurde 1986 mit einer Arbeit über Friedebert Tuglas zum Kandidaten der Philologie promoviert. Anschließend war er als Wissenschaftler am gleichen Institut angestellt und wurde im Jahre 2000 zum Direktor des Under und Tuglas Literaturzentrums ernannt, wie die Forschungseinrichtung nach diversen Umbenennungen und Umstrukturierungen heute heißt.
Undusk ist heute einer der führenden Literaturwissenschaftler und Intellektuellen Estlands. Sein Forschungsschwerpunkt liegt auf der deutschbaltischen Literatur und Kulturgeschichte, der estnischen Geistesgeschichte im Allgemeinen und den internationalen Verflechtungen der estnischen Kultur. Spezielle Untersuchungen liegen von ihm zur Sprache der stalinistischen Epoche sowie zu verschiedenen Aspekten der estnischen Exil-Literatur vor.
Darüber hinaus ist Jaan Undusk als Schriftsteller in Erscheinung getreten. Sein 1990 erschienener Roman Kuum ("Heiß") gilt als einer der „Meilensteine der Prosaerneuerung“ Ende des 20. Jahrhunderts. Der von barockem Sprachgebrauch gekennzeichnete Roman wurde zu einem Meilenstein der Intertextualitäts-Debatte in Estland. Danach hat Undusk vornehmlich Theaterstücke kulturgeschichtlichen Inhalts geschrieben.

## Mitgliedschaften
- Baltische Historische Kommission, korrespondierendes Mitglied (Stand: 14. Oktober 2013)[3]

## Bibliografie

### Literarische Werke
- Kuum. Lugu noorest armastusest ('Heiß. Die Geschichte einer jungen Liebe'). Tallinn: Eesti Raamat 1990. 332 S.
- Goodbye, Vienna (Gertrud). Näidend 12 pildis ('Goodbye, Vienna (Gertrud). Schauspiel in 12 Bildern'), in: Vikerkaar 8–9/1999, S. 3–81.
- Quevedo. Tallinn: Perioodika 2003. 135 S. (Loomingu Raamatukogu 33–34/2003)
- Boulgakoff. Näidend kaheksas pildis. ('B. Schauspiel in acht Bildern'). Tallinn: Eesti Draamateater 2008. 120 S.
- Teekond Hispaania ('Reise nach Spanien'). Tallinn: SA Kultuurileht 2016. 139 S. (Loomingu Raamatukogu 6–8/2016)